# Comisión Central para la Navegación del Rin

Mapa de los países miembros.

La Comisión Central para la Navegación del Rin (CCNR) (del francés: Commission Centrale pour la Navigation du Rhin); en alemán: Zentralkommission für die Rheinschifffahrt, con sede en Estrasburgo, es un organismo internacional que tiene por misión favorecer la prosperidad de la navegación fluvial a lo largo del río Rin, garantizando su seguridad y el respeto de su entorno. Es la organización de cooperación internacional más antigua del mundo, creada en 1815 por el Congreso de Viena y está regulada por la Convención para la Navegación del Rin de 1868.

## Historia

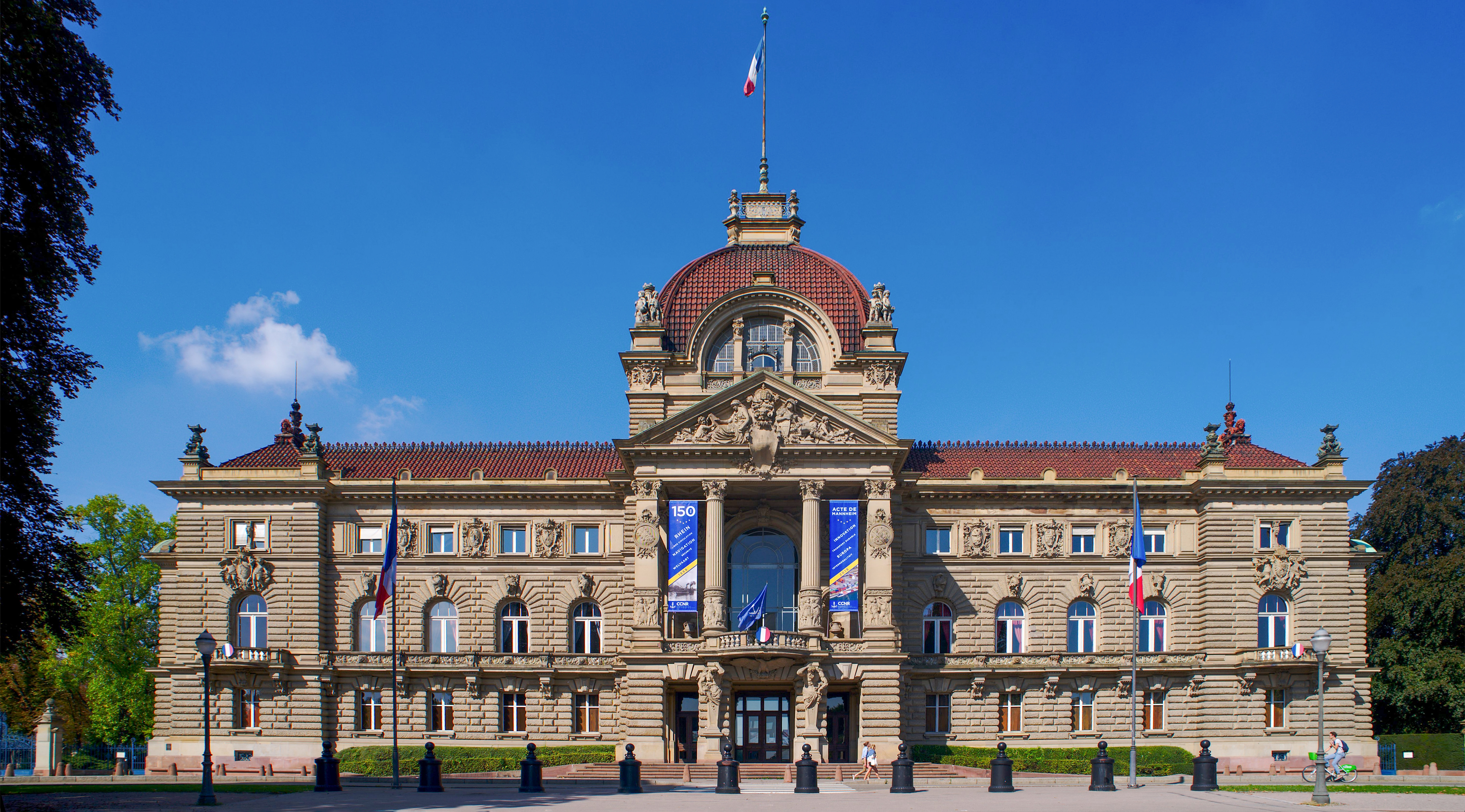
Palais de Rhin, sede central de la CCNR en Estrasburgo.

Establecida en 1815 por el Congreso de Viena, la CCNR incluye a los países ribereños del Rin: Alemania, Bélgica, Francia, Países Bajos y Suiza. La primera reunión tuvo lugar en Maguncia el 15 de agosto de 1816. En 1831 es adoptada la "Convención de Maguncia" que constituyó un conjunto de disposiciones reglamentarias para la navegación del Rin.
En 1861 la sede de la comisión se traslada a Mannheim. En 1868 se firma el acta que lleva el nombre de esta ciudad y que contiene los principios vigentes hasta hoy. 
En 1920, al final de la Primera Guerra Mundial, el Tratado de Versalles dispone el cambio de sede a Estrasburgo.
En 2003 la Comisión Europea, en el marco del proyecto de ampliación de la Unión Europea, solicitó un mandato del Consejo de la Unión Europea para negociar la adhesión de la Unión Europea a la CCNR y a la Comisión del Danubio,